# Circonscriptions électorales du Parlement européen

Circonscriptions électorales pour les élections européennes de 2019.

Les députés européens sont élus dans le cadre de circonscriptions électorales au scrutin proportionnel plurinominal.
Dans 23 États membres, les élections européennes ont lieu dans le cadre d'une circonscription nationale unique. En Irlande et Italie, le territoire est découpé en circonscriptions régionales. Il en était de même au Royaume-Uni avant qu'il ne quitte l'Union européenne. En Belgique, le territoire est découpé en quatre circonscriptions (correspondant à peu près au découpage des 3 régions et de la communauté germanophone en région wallonne) et les électeurs répartis en trois collèges linguistiques (les électeurs dans la circonscription de la région de Bruxelles et de quelques communes flamandes voisines peuvent choisir entre le collège francophone et le collège néerlandophone). En Pologne, les voix sont comptées au niveau national puis les sièges répartis entre différentes circonscriptions.
En France, pour les élections de 2009 et de 2014, le territoire était découpé en 8 circonscriptions. Celles-ci disparaissent en 2019, pour un retour à unique circonscription nationale.

## Liste des circonscriptions en 2014
| État-membre        | Circonscription                  | Territoire | Sièges | Population 2012 (milliers) | Population 2012 (milliers) | Superficie (km2) | Superficie (km2) | PIB 2011 (million €) | PIB 2011 (million €) |
| État-membre        | Circonscription                  | Territoire | Sièges | Totale                     | Par siège                  | Totale           | Par siège        | Total                | Par siège            |
| ------------------ | -------------------------------- | --- | ------ | -------------------------- | -------------------------- | ---------------- | ---------------- | -------------------- | -------------------- |
| Allemagne          | Circonscription nationale (en)   | Circonscription nationale (en) | 96     | 81 932                     | 853                        | 357 162          | 3 720            | 2 609 898            | 27 186               |
| Autriche           | Circonscription nationale (en)   | Circonscription nationale (en) | 18     | 8 430                      | 468                        | 83 879           | 4 660            | 299 127              | 16 618               |
| Belgique           | Collège néerlandophone           | Communauté flamande + Comines-Warneton | 12     | 6 389                      | 532                        | 13 521           | 1 127            | 212 354              | 17 696               |
| Belgique           | Collège francophone              | Communauté française de Belgique + les 6 communes à facilités de la périphérie bruxelloise + Fourons                                               | 8      | 4 663                      | 583                        | 16 152           | 2 019            | 156 661              | 19 583               |
| Belgique           | Collège germanophone             | Communauté germanophone de Belgique | 1      | 77                         | 77                         | 854              | 854              | nd                   | nd                   |
| Bulgarie           | Circonscription nationale (en)   | Circonscription nationale (en) | 17     | 7 306                      | 430                        | 110 900          | 6 524            | 38 505               | 2 265                |
| Chypre             | Circonscription nationale (en)   | Circonscription nationale (en) | 6      | 864                        | 144                        | 9 251            | 1 542            | 17 979               | 2 997                |
| Croatie            | Circonscription nationale (en)   | Circonscription nationale (en) | 11     | 4 269                      | 388                        | 56 594           | 5 145            | 44 384               | 4 035                |
| Danemark           | Circonscription nationale (en)   | Circonscription nationale (en) | 13     | 5 592                      | 430                        | 42 916           | 3 301            | 230 978              | 17 768               |
| Espagne            | Circonscription nationale (en)   | Circonscription nationale (en) | 54     | 46 773                     | 866                        | 505 991          | 9 370            | 1 045 263            | 19 357               |
| Estonie            | Circonscription nationale (en)   | Circonscription nationale (en) | 6      | 1 323                      | 220                        | 45 227           | 7 538            | 16 216               | 2 703                |
| Finlande           | Circonscription nationale (en)   | Circonscription nationale (en) | 13     | 5 414                      | 416                        | 338 435          | 26 033           | 188 656              | 14 512               |
| France             | Nord-Ouest                       | Basse-Normandie, Haute-Normandie, Nord-Pas-de-Calais, Picardie                                                                                     | 10     | 9 298                      | 930                        | 61 720           | 6 172            | 229 998              | 23 000               |
| France             | Ouest                            | Bretagne, Pays de la Loire, Poitou-Charentes | 9      | 8 683                      | 965                        | 85 099           | 9 455            | 222 722              | 24 747               |
| France             | Est                              | Alsace, Bourgogne, Champagne-Ardenne, Franche-Comté, Lorraine                                                                                      | 9      | 8 365                      | 929                        | 105 218          | 11 691           | 213 317              | 23 702               |
| France             | Sud-Ouest                        | Aquitaine, Languedoc-Roussillon, Midi-Pyrénées | 10     | 8 941                      | 894                        | 114 032          | 11 403           | 228 573              | 22 857               |
| France             | Sud-Est                          | Corse, Provence-Alpes-Côte d'Azur, Rhône-Alpes | 13     | 11 619                     | 894                        | 83 778           | 6 444            | 345 312              | 26 562               |
| France             | Massif central-Centre            | Auvergne, Centre-Val de Loire, Limousin | 5      | 4 665                      | 933                        | 82 106           | 16 421           | 115 987              | 23 197               |
| France             | Île-de-France                    | Île-de-France | 15     | 11 948                     | 797                        | 12 012           | 801              | 608 648              | 40 577               |
| France             | Outre-Mer                        | France d'outre-mer | 3      | 2 714                      | 905                        | 112 447          | 37 482           | 50 962               | 16 987               |
| Grèce              | Circonscription nationale (en)   | Circonscription nationale (en) | 21     | 11 093                     | 528                        | 131 957          | 6 284            | 208 530              | 9 930                |
| Hongrie            | Circonscription nationale (en)   | Circonscription nationale (en) | 21     | 9 920                      | 472                        | 93 024           | 4 430            | 98 921               | 4 711                |
| Irlande            | Dublin                           | Région de Dublin | 3      | 1 271                      | 424                        | 921              | 307              | 65 925               | 21 975               |
| Irlande            | Midlands–North-West              | Province de Connacht Comtés de Cavan, Donegal et Monaghan (Ulster) Comtés de Kildare, Laois, Longford, Louth, Meath, Offaly et Wesmeath (Leinster) | 4      | 1 635                      | 409                        | 37 282           | 9 321            | 40 416               | 10 104               |
| Irlande            | South                            | Province de Munster Comtés de Carlow, Kilkenny, Wexford et Wicklow (Leinster)                                                                      | 4      | 1 675                      | 419                        | 31 935           | 7 984            | 50 147               | 12 537               |
| Italie             | Nord-Ouest                       | Ligurie, Lombardie, Piémont, Vallée d'Aoste | 20     | 15 807                     | 790                        | 57 928           | 2 896            | 511 484              | 25 574               |
| Italie             | Nord-Est                         | Émilie-Romagne, Frioul-Vénétie Julienne, Trentin-Haut-Adige, Vénétie                                                                               | 14     | 11 482                     | 820                        | 62 327           | 4 452            | 364 561              | 26 040               |
| Italie             | Italie centrale                  | Latium, Marches, Toscane, Ombrie | 14     | 11 637                     | 831                        | 58 084           | 4 149            | 340 669              | 24 334               |
| Italie             | Italie méridionale               | Abruzzes, Basilicate, Calabre, Campanie, Molise, Pouilles                                                                                          | 17     | 13 975                     | 822                        | 73 800           | 4 341            | 243 895              | 14 347               |
| Italie             | Îles italiennes                  | Sardaigne, Sicile | 8      | 6 639                      | 830                        | 49 932           | 6 242            | 117 031              | 14 629               |
| Lettonie           | Circonscription nationale (en)   | Circonscription nationale (en) | 8      | 2 034                      | 254                        | 64 573           | 8 072            | 20 182               | 2 523                |
| Lituanie           | Circonscription nationale (en)   | Circonscription nationale (en) | 11     | 2 988                      | 272                        | 65 300           | 5 936            | 30 958               | 2 814                |
| Luxembourg         | Circonscription nationale        | Circonscription nationale | 6      | 531                        | 88                         | 2 586            | 431              | 41 730               | 6 955                |
| Malte              | Circonscription nationale (en)   | Circonscription nationale (en) | 6      | 420                        | 70                         | 316              | 53               | 6 631                | 1 105                |
| Pays-Bas           | Circonscription nationale (en)   | Circonscription nationale (en) | 26     | 16 755                     | 644                        | 41 540           | 1 598            | 593 258              | 22 818               |
| Pologne            | 1. Poméranie                     | Voïvodie de Poméranie | 3      | 2 287                      | 762                        | 18 310           | 6 103            | 20 921               | 6 974                |
| Pologne            | 2. Couïavie-Poméranie            | Voïvodie de Couïavie-Poméranie | 3      | 2 097                      | 699                        | 17 972           | 5 991            | 16 597               | 5 532                |
| Pologne            | 3. Podlachie-Varmie-Mazurie      | Podlachie, Varmie-Mazurie | 2      | 2 651                      | 1 326                      | 44 360           | 22 180           | 18 407               | 9 204                |
| Pologne            | 4. Varsovie                      | Varsovie et une partie de la Mazovie (Grodzisk, Legionowo, Nowy Dwór, Ostrów, Piaseczno, Pruszków, Varsovie-ouest et Wołomin)                      | 5      | 2 795                      | 559                        | 11 205           | 2 241            | 65 215               | 13 043               |
| Pologne            | 5. Mazovie                       | Reste de la Voïvodie de Mazovie | 3      | 2 499                      | 833                        | 24 353           | 8 118            | 17 715               | 5 905                |
| Pologne            | 6. Łódź                          | Voïvodie de Łódź | 2      | 2 529                      | 1 265                      | 18 219           | 9 110            | 22 631               | 11 316               |
| Pologne            | 7. Grande-Pologne                | Voïvodie de Grande-Pologne | 5      | 3 350                      | 670                        | 15 183           | 3 037            | 27 653               | 5 531                |
| Pologne            | 8. Lublin                        | Voïvodie de Lublin | 2      | 2 169                      | 1 084                      | 25 122           | 12 561           | 14 208               | 7 104                |
| Pologne            | 9. Basses-Carpates               | Voïvodie des Basses-Carpates | 3      | 2 129                      | 710                        | 17 846           | 5 949            | 13 840               | 4 613                |
| Pologne            | 10. Petite-Pologne-Sainte-Croix  | Petite-Pologne, Sainte-Croix | 7      | 4 735                      | 676                        | 41 537           | 5 934            | 43 750               | 6 250                |
| Pologne            | 11. Silésie                      | Voïvodie de Silésie | 7      | 4 621                      | 660                        | 12 333           | 1 762            | 48 124               | 6 875                |
| Pologne            | 12. Basse-Silésie-Opole          | Basse-Silésie, Opole | 6      | 3 928                      | 655                        | 29 359           | 4 893            | 39 645               | 6 608                |
| Pologne            | 13. Lubusz-Poméranie occidentale | Lubusz, Poméranie occidentale | 3      | 2 745                      | 915                        | 36 880           | 12 293           | 22 145               | 7 382                |
| Portugal           | Circonscription nationale (en)   | Circonscription nationale (en) | 21     | 10 515                     | 501                        | 92 212           | 4 391            | 170 942              | 8 140                |
| Roumanie           | Circonscription nationale (en)   | Circonscription nationale (en) | 32     | 21 385                     | 668                        | 238 391          | 7 450            | 131 359              | 4 105                |
| Royaume-Uni        | Londres                          | Grand Londres | 8      | 7 836                      | 980                        | 1 595            | 199              | 394 759              | 49 345               |
| Royaume-Uni        | Angleterre du Sud-Est            | Angleterre du Sud-Est | 10     | 8 520                      | 852                        | 19 405           | 1 941            | 255 188              | 25 519               |
| Royaume-Uni        | Angleterre du Sud-Ouest          | Angleterre du Sud-Ouest, Gibraltar | 6      | 5 303                      | 884                        | 24 395           | 4 066            | 131 444              | 21 907               |
| Royaume-Uni        | West Midlands                    | West Midlands | 7      | 5 456                      | 779                        | 13 004           | 1 858            | 126 337              | 18 048               |
| Royaume-Uni        | Angleterre du Nord-Ouest         | Angleterre du Nord-Ouest | 8      | 6 983                      | 873                        | 14 920           | 1 865            | 166 395              | 20 799               |
| Royaume-Uni        | Angleterre du Nord-Est           | Angleterre du Nord-Est | 3      | 2 606                      | 869                        | 8 676            | 2 892            | 53 604               | 17 868               |
| Royaume-Uni        | Yorkshire et Humber              | Yorkshire-et-Humber | 6      | 5 301                      | 884                        | 15 564           | 2 594            | 120 310              | 20 052               |
| Royaume-Uni        | East Midlands                    | East Midlands | 5      | 4 481                      | 896                        | 15 811           | 3 162            | 103 712              | 20 742               |
| Royaume-Uni        | Angleterre de l'Est              | Angleterre de l'Est | 7      | 5 832                      | 833                        | 19 572           | 2 796            | 148 692              | 21 242               |
| Royaume-Uni        | Irlande du Nord                  | Irlande du Nord | 3      | 1 799                      | 600                        | 14 130           | 4 710            | 37 813               | 12 604               |
| Royaume-Uni        | Écosse                           | Écosse | 6      | 5 223                      | 871                        | 80 239           | 13 373           | 137 863              | 22 977               |
| Royaume-Uni        | Pays de Galles                   | Pays de Galles | 4      | 3 007                      | 752                        | 21 225           | 5 306            | 60 428               | 15 107               |
| Slovaquie          | Circonscription nationale (en)   | Circonscription nationale (en) | 13     | 5 408                      | 416                        | 49 036           | 3 772            | 68 975               | 5 306                |
| Slovénie           | Circonscription nationale (en)   | Circonscription nationale (en) | 8      | 2 057                      | 257                        | 20 273           | 2 534            | 36 150               | 4 519                |
| Suède              | Circonscription nationale (en)   | Circonscription nationale (en) | 20     | 9 519                      | 476                        | 438 576          | 21 929           | 385 342              | 19 267               |
| République tchèque | Circonscription nationale (en)   | Circonscription nationale (en) | 21     | 10 511                     | 501                        | 78 866           | 3 756            | 155 486              | 7 404                |
| Total              | Total                            | Total | 751    | 507 403                    | 676                        | 4 487 367        | 5 975            | 12 665 528           | 16 865               |

## Circonscriptions régionales par État

Circonscriptions belges aux élections européennes
Circonscriptions françaises aux élections européennes de 2004 à 2014
Circonscriptions irlandaises aux élections européennes
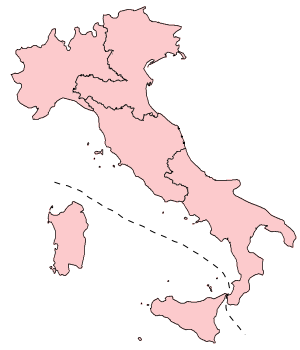
Circonscriptions italiennes aux élections européennes
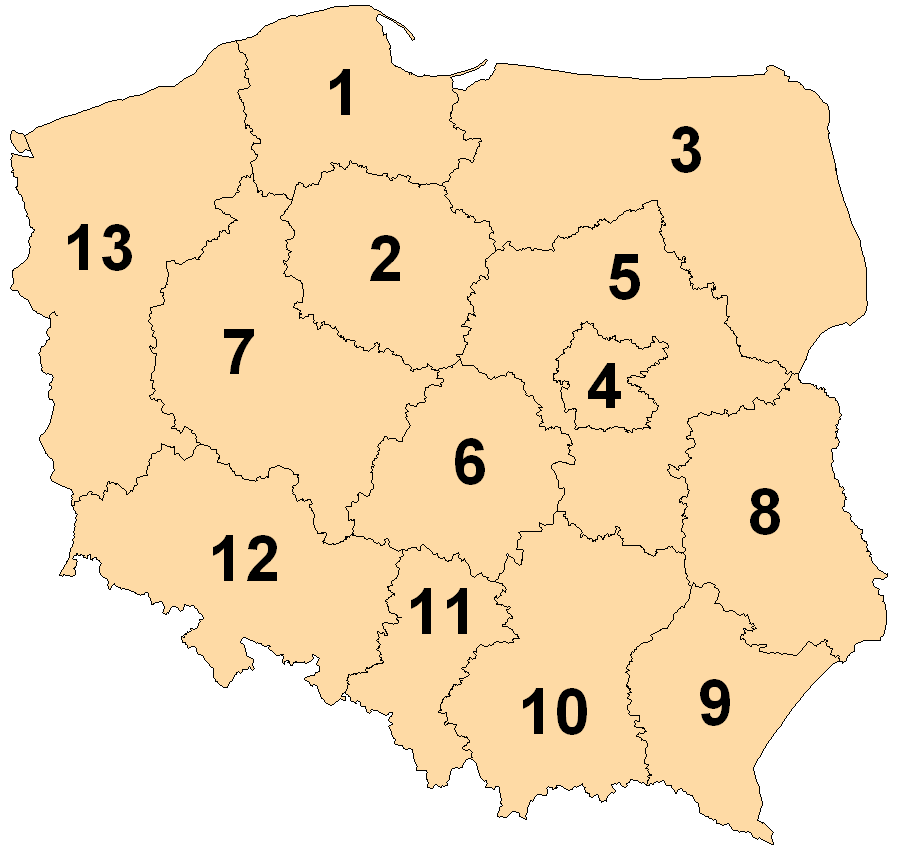
Circonscriptions polonaises aux élections européennes
Circonscriptions britanniques aux élections européennes

## Compléments